# جيمس جاي إغان
جيمس جاي إغان (بالإنجليزية: James J. Egan)‏ هو مهندس معماري أمريكي، ولد في 1839 في كورك في جمهورية أيرلندا، وتوفي في 2 ديسمبر 1914 في شيكاغو في الولايات المتحدة.